# Scott Guthrie
Scott Guthrie (6 de febrero de 1975) es un director general de la división de desarrollo de Microsoft. Dirige los equipos de desarrollo que crean ASP.NET, Common Language Runtime (CLR), Windows Presentation Foundation (WPF), Silverlight, Windows Forms, Internet Information Services 7.0, Commerce Server, .NET Compact Framework, Visual Web Developer y las herramientas de Visual Studio para WPF. Es más conocido por su trabajo en ASP.NET, que él y su colega Mark Anders desarrollaron para Microsoft.